# أيدا أكسل
أيدا أكسل (بالتركية: Ayda Aksel)‏ ( ولدت في 31 أكتوبر عام 1962 في مدينة إسطنبول ) ممثلة مسرحية وسينمائية. التحقت أيدا أكسل بقسم المسرح في جامعة معمار سنان ثم تخرجت منها.

## بعضالمسرحياتالتي مثلتها
- ملاك على كتفي: ستيفن ليفي – مسرح الدولة بإسطنبول – 2007
- نصف كوب من الماء: طارق جينرسل – مسرح الدولة بإسطنبول – 2004
- مذب بسبب موته: ريتشارد هاريس – مسرح الدولة بإسطنبول – 2002
- الحياة الخاصة: نويل كوارد – مسرح الدولة بإسطنبول – 2000
- مرأة في نافذة مواجهة: يافوز أوزكان – مسرح صدري أليشيك – 1998
- أنا الأناضول: جونجورل ديلمن – مسرح الدولة بإسطنبول – 1997
- جلسات سرية: جان بول سارتر – مسرح الدولة بإسطنبول – 1993
- سبع سيدات: باربرا سشوتتينفيلد – مسرح الدولة بإسطنبول – 1992
- العاصفة – وليم شكسبير – مسرح الدولة بإسطنبول – 1991
- الأحمق: فيودور دوستويفسكي \ سيمون جراي – مسرح الدولة بإسطنبول – 1990
- بساتين الفاكهة في موقع الحريق: ميميت البيدر – مسرح الدولة بإسطنبول – 1989
- البذور و التربة: أورهان أسينا – مسرح الدولة بإسطنبول – 1986
- وحيد القرن: يوجين أيونيسكو – مسرح الدولة بإسطنبول – 1986
- الساحرات في مسرحية ماكبث: موجة جورمان إقبتسها من وليم شكسبير – مسرح الدولة بإسطنبول – 1986
- هؤلاء الشباب: تورجوت أوزاكمان – مسرح الدولة بإسطنبول – 1985
- عزيزي الطبيب: نيل سايمودن – مسرح الدولة بإسطنبول – 1984
- الانخفاض ( مسرحية ) : ناهد سيري أوريك \ كمال بكير – مسرح الدولة بإسطنبول – 1984
- سيد إسطنبول: موصاحبزادا جلال – مسرح الدولة بإسطنبول – 1983
- ثلج على جبل يوكلار: ممتاز زكي تاشكين – مسرح الدولة بإسطنبول – 1981
- لن تقم حرب تروفا: جان جيراودوكس – مسرح الدولة بإسطنبول – 1980

## فيلموغرافيا

### مسيرتهاالفنية
- الفيلسوف الألباني – 2014
- الفتاة الغنية و الغلام الفقير – 2012
- دفنت قلبي – 2011
- خاطفة القلب – 2010
- الامتحان – 2006
- القلوب الأسيرة – 2006
- تذكر الحبيب – 2006 – سلمى جورسوي
- ليكن اسمه الحب – 2004
- العدو العام – 2004
- الأسرة الأساسية – 2002
- الشرارة – 1999
- دبلوم الاختلال – 1998
- الجمهورية – 1998 – خالدة أديب
- تشريح رجل ما – 1996
- التحرير – 1996 – خالدة أديب
- ليلة سحرية من النجوم – 1991
- ثلاثة إسطنبول – 1983
- حفنة من البحر – 2011
- يحب العشق الصدف - 2011
- روح العصر – 1987

## الجوائز
- أفضل ممثلة مساعدة بالعام " بجوائز صدري أليشيك السادسة عشر عن فيلم يحب العشق الصدف - عمر فاروق سوراك
- جوائز مسرح عفيفة: الممثلة الأكثر نجاحاً في فرع الكوميدية و الموسيقى بالعام عن مسرحية " ملاك على كتفي لعام 2007
- الممثلة الأكثر نجاحاً بالعام بجوائز مسرح ليونز عن مسرحية ملاك على كتفي لعام 2007
- الممثلة الأكثر نجاحاً بجامعة إسطنبول الفنية عن مسرحية ملاك على كتفي لعام 2007
- عصمت كونتاي: جائزة أفضل ممثلة عن مسرحية نصف كوب من الماء لعام 2004
- جائزة أفضل ممثلة بجوائز مسرح عفيفة عن مسرحية مذنب بسبب موته لعام 2003
- أفضل ممثلة بمهرجان أنقرة السينمائي الحادي عشر عن فيلم دبلوم الاصطفاف لعام 1999
- جائزة أفضل ممثلة بجوائز أورهان أريبورنو العاشرة عن فيلم دلوم الاصطفاف لعام 1999

## وصلات خارجية
- أيدا أكسل على موقع IMDb (الإنجليزية)
- أيدا أكسل على موقع روتن توميتوز (الإنجليزية)
- أيدا أكسل على موقع ألو سيني (الفرنسية)
- أيدا أكسل على موقع أول موفي (الإنجليزية)
- أيدا أكسل على موقع كينوبويسك (الروسية)

•	صفحة IMDB
•	صفحة السينما التركية